# Raphael Morscher
Raphael Morscher (* 14. Jänner 1999 als Raphael Zwischenbrugger) ist ein österreichischer Fußballspieler.

## Karriere
Morscher begann seine Karriere beim SV Frastanz. Im April 2013 wechselte er in die Jugend des FC Rot-Weiß Rankweil. Im August 2014 spielte er erstmals für die Reserve Rankweils in der 4. Landesklasse. Im Juni 2016 gab er sein Debüt für die erste Mannschaft der Vorarlberger in der Vorarlbergliga. Dies blieb sein einziger Einsatz in der Saison 2015/16. In der Saison 2016/17 absolvierte der Tormann zwei Spiele in der vierthöchsten Spielklasse. Zur Saison 2017/18 kehrte er zum sechstklassigen Frastanz zurück, wo er bis zur Winterpause dreimal in der 1. Landesklasse spielte.
Im Jänner 2018 schloss Morscher sich der zweiten Mannschaft des FC Blau-Weiß Feldkirch an. Für Feldkirch II kam er zu zwölf Einsätzen in der 4. Landesklasse. Zur Saison 2018/19 wechselte er zum siebtklassigen SC Tisis. Für Tisis absolvierte er 24 Partien in der 2. Landesklasse. Zur Saison 2019/20 kehrte er wieder zum mittlerweile drittklassigen Rot-Weiß Rankweil zurück. Bis zum COVID-bedingten Abbruch der Saison 2019/20 absolvierte er drei Spiele in der Eliteliga. In der ebenfalls abgebrochenen Spielzeit 2020/21 kam er achtmal zum Zug. In der Saison 2021/22 hütete er 26 Mal das Tor Rankweils.
Zur Saison 2022/23 wechselte er innerhalb der Eliteliga zu Schwarz-Weiß Bregenz. Bis zur Winterpause konnte er sich gegen aber nicht gegen Kruno Bašić durchsetzen und kam nur dreimal zum Einsatz. Im Jänner 2023 wechselte er dann zum Zweitligisten FC Dornbirn 1913. Sein Debüt in der 2. Liga gab er im April 2023, als er am 23. Spieltag der Saison 2022/23 gegen die Young Violets Austria Wien in der Startelf stand.